# Eucithara nevilliana
Eucithara nevilliana is een slakkensoort uit de familie van de Mangeliidae. De wetenschappelijke naam van de soort is voor het eerst geldig gepubliceerd in 1904 door Preston.